# Robert S. Boynton
Robert S. Boynton (1963) és un escriptor i editor americà a qui s'atribueix la creació del terme Nou Nou periodisme que fa referència a un estil de periodisme basat en la implicació a llarg termini dels reporters en la recerca de la història fins al punt de poder dedicar diversos anys en una història. El Nou nou periodisme és una evolució del nou periodisme que s'adapta a les particularitats de la societat actual, com els gelocalitzadors en les investigacions policials o la missatgeria instantània.
Després d’haver-se graduat amb honors en filosofia i religió per la Universitat de Haverford, es va llicenciar en ciències polítiques a la Universitat Yale. Ha estat editor de Harper’s Magazine i col·laborador del New Yorker. Els seus articles sobre raça, cultura, periodisme literari, psicoanàlisi i propietat intel·lectual han aparegut en diverses publicacions com The New York Times Magazine, The Nation, The Village Voice o Rolling Stone. És autor de The New New Journalism: Conversations with America’s Best Nonfiction Writers on their Craft (2005), un llibre d’entrevistes amb escriptors que fan servir tècniques pioneres en el reportatge d’investigació. Actualment està treballant en la història dels inicis del periodisme literari als Estats Units.